# Made in Hong Kong (And in Various Other Places)
Made in Hong Kong (And in Various Other Places) es un EP más un DVD en directo que se lanzó el 11 en marzo de 2009 por la banda finlandesa Nightwish. El EP contiene canciones en directo de lo largo de la gira de promoción de Dark Passion Play. También contiene un documental con material "de Israel a Sud-América", dirigido por Ville Lipiäinen, además de un demo que no había sido editado. La portada fue revelada a los pocos días. Mientras que la lista de canciones se publicó el de 2 de febrero y a las pocas semanas Nuclear Blast anunció un tráiler. Este fue el primer y único lanzamiento en vivo de la banda con Anette Olzon como vocalista. 

## Sencillo
Un CD promo se lanzó como sencillo de este álbum. Se trata de un vinilo del live de "Amaranth".

## Lista de canciones
| N.º | Título                              | Letras     | Música              | Notes                                  | Duración |  |
| 1.  | «Bye Bye Beautiful (live)»          | Holopainen | Holopainen          |                                        | 4:34     |  |
| 2.  | «Whoever Brings the Night (live)»   | Holopainen | Vuorinen            |                                        | 4:24     |  |
| 3.  | «Amaranth (live)»                   | Holopainen | Holopainen          |                                        | 4:17     |  |
| 4.  | «The Poet and the Pendulum (live)»  | Holopainen | Holopainen          |                                        | 13:59    |  |
| 5.  | «Sahara (live)»                     | Holopainen | Holopainen          |                                        | 6:10     |  |
| 6.  | «The Islander (live)»               | Holopainen | Hietala             |                                        | 5:25     |  |
| 7.  | «Last of the Wilds (live)»          | Holopainen | Holopainen          |                                        | 6:31     |  |
| 8.  | «7 Days to the Wolves (live)»       | Holopainen | Holopainen, Hietala |                                        | 7:17     |  |
| 9.  | «Escapist»                          | Holopainen | Holopainen          | Lado B del sencillo Bye Bye Beautiful. | 4:59     |  |
| 10. | «While Your Lips Are Still Red»     | Holopainen | Holopainen, Hietala | Lado B del sencillo Amaranth.          | 4:18     |  |
| 11. | «Cadence of Her Last Breath (Demo)» | Holopainen | Holopainen          | Versión demo.                          | 4:14     |  |

### DVD
1. Bye Bye Beautiful (video promocional)

2. Amaranth (video promocional)

3. The Islander (video promocional)

4. Back in the Day... is Now